# Championnats du monde juniors de patinage artistique 2022
Navigation
Édition précédente Édition suivante
Les Championnats du monde juniors de patinage artistique 2022 ont lieu du 13 au 17 avril 2022 à la patinoire de Tondiraba à Tallinn en Estonie.
Les championnats du monde juniors de 2021, prévus à Harbin en Chine, ont été annulés en raison de la pandémie de Covid-19. C'est la première fois de son histoire que les mondiaux juniors étaient annulés.

## Impact de la pandémie de Covid-19
Les championnats du monde juniors de 2021 sont annulés en raison de la pandémie de Covid-19. Ils devaient avoir lieu à Harbin en Chine.
Le 12 février 2022, l'Union internationale de patinage annonce que l'événement 2022, prévus à l'Arena Armeec de Sofia en Bulgarie, ne peut pas avoir lieu comme prévu, en raison de préoccupations concernant une augmentation des cas de variantes d'omicron en Bulgarie culminant aux dates initialement prévues entre le 7 et le 13 mars 2022, ainsi que des conditions d'entrée restrictives du pays hôte. Comme les mondiaux juniors de l'année précédente ont déjà été annulés, l'Union internationale de patinage annonce qu'elle évaluerait la faisabilité de reporter l'événement jusqu'en mai 2022, si la Fédération bulgare de patinage était disposée ou si d'autres nations étaient disposées à l'organiser. 
Le 27 février 2022, l'Union internationale de patinage annonce qu'à la lumière de la pandémie de Covid-19 en Bulgarie et de l'invasion russe de l'Ukraine, l'événement serait sans doute réattribué.
Le 4 mars 2022, l'Union internationale de patinage annonce que le concours est finalement déplacé à Tallinn du 13 au 17 avril 2022. La capitale estonienne a déjà accueilli les mondiaux juniors à deux reprises, en 2015 et 2020, et a également accueilli les championnats d'Europe et les championnats des quatre continents deux mois auparavant en janvier 2022.

## Qualifications
Les patineurs sont éligibles à l'épreuve s'ils représentent une nation membre de l'Union internationale de patinage (International Skating Union en anglais) et s'ils ont atteint l'âge de 13 ans et pas encore 19 ans avant le 1er juillet 2021, sauf pour les messieurs qui participent au patinage en couple et à la danse sur glace où l'âge maximum est de 21 ans. Les fédérations nationales sélectionnent leurs patineurs en fonction de leurs propres critères, mais l'Union internationale de patinage exige un score minimum d'éléments techniques (Technical Elements Score en anglais) lors d'une compétition internationale avant les championnats du monde juniors.

### Score minimum d'éléments techniques
L'Union internationale de patinage stipule que les notes minimales doivent être obtenues lors d'une compétition internationale senior reconnue par elle-même au cours de la saison en cours ou précédente, au plus tard 21 jours avant le premier jour d'entraînement officiel.
| Score minimum d'éléments techniques                                                         | Score minimum d'éléments techniques | Score minimum d'éléments techniques |
| Discipline                                                                                  | Programme court                     | Programme libre                     |
| Messieurs                                                                                   | 23.00                               | 42.00                               |
| Dames                                                                                       | 23.00                               | 38.00                               |
| Couples                                                                                     | 23.00                               | 34.00                               |
| Danse sur glace                                                                             | 23.00                               | 37.00                               |
| ------------------------------------------------------------------------------------------- | ----------------------------------- | ----------------------------------- |
| Les scores des programmes courts et libres peuvent être obtenus à différentes compétitions. |                                     |                                     |

### Nombre d'inscriptions par discipline
Sur la base des résultats des championnats du monde juniors 2020, l'Union internationale de patinage autorise chaque pays à avoir de une à trois inscriptions par discipline.
| Nombre d'inscriptions                                             | Messieurs                    | Dames                            | Couples                                          | Danse sur glace           |
| ----------------------------------------------------------------- | ---------------------------- | -------------------------------- | ------------------------------------------------ | ------------------------- |
| 3                                                                 | États-Unis Japon Russie      | Corée du Sud États-Unis Russie   | Russie                                           | États-Unis Géorgie Russie |
| 2                                                                 | Canada Estonie France Italie | Azerbaïdjan Canada Japon Pologne | Allemagne Canada Chine États-Unis France Géorgie | Canada France             |
| Si non répertorié ci-dessus, une seule inscription est autorisée. |                              |                                  |                                                  |                           |

Le 1er mars 2022, l'Union internationale de patinage interdit aux patineurs artistiques et aux officiels de la fédération de Russie et de la Biélorussie de participer et d'assister à toutes les compétitions internationales en raison de l'invasion russe de l'Ukraine le 24 février 2022. Ainsi ces deux pays sont absents des championnats du monde juniors 2022, 1 mois et demi après le début du conflit.

## Podiums
| Épreuves                            | Or                            | Argent                                        | Bronze                            |
| ----------------------------------- | ----------------------------- | --------------------------------------------- | --------------------------------- |
| Messieurs résultats détaillés       | Ilia Malinin                  | Mikhail Shaidorov                             | Tatsuya Tsuboi                    |
| Dames résultats détaillés           | Isabeau Levito                | Shin Ji-a                                     | Lindsay Thorngren                 |
| Couples résultats détaillés         | Karina Safina / Luka Berulava | Anastasia Golubeva / Hektor Giotopoulos Moore | Brooke McIntosh / Benjamin Mimar  |
| Danse sur glace résultats détaillés | Oona Brown / Gage Brown       | Natalie D'Alessandro / Bruce Waddell          | Nadiia Bashynska / Peter Beaumont |

## Tableau des médailles
| Rang  | Nation       | Or | Argent | Bronze | Total |
| ----- | ------------ | -- | ------ | ------ | ----- |
| 1     | États-Unis   | 3  | 0      | 1      | 4     |
| 2     | Géorgie      | 1  | 0      | 0      | 1     |
| 3     | Canada       | 0  | 1      | 2      | 3     |
| 4     | Australie    | 0  | 1      | 0      | 1     |
| 4     | Corée du Sud | 0  | 1      | 0      | 1     |
| 4     | Kazakhstan   | 0  | 1      | 0      | 1     |
| 7     | Japon        | 0  | 0      | 1      | 1     |
| Total | Total        | 4  | 4      | 4      | 12    |

## Détails des compétitions

### Messieurs
| Rang                                        | Nom                     | Nation       | Points | Programme court | Programme court | Programme libre | Programme libre |
| ------------------------------------------- | ----------------------- | ------------ | ------ | --------------- | --------------- | --------------- | --------------- |
| 1                                           | Ilia Malinin            | États-Unis   | 276.11 | 1               | 88.99           | 1               | 187.12          |
| 2                                           | Mikhail Shaidorov       | Kazakhstan   | 234.31 | 8               | 75.14           | 2               | 159.17          |
| 3                                           | Tatsuya Tsuboi          | Japon        | 233.82 | 5               | 79.15           | 3               | 154.67          |
| 4                                           | Wesley Chiu             | Canada       | 228.29 | 2               | 81.59           | 4               | 146.70          |
| 5                                           | Stephen Gogolev         | Canada       | 224.49 | 6               | 78.75           | 5               | 145.74          |
| 6                                           | Mihhail Selevko         | Estonie      | 218.68 | 3               | 81.26           | 9               | 137.42          |
| 7                                           | Nikolaj Memola          | Italie       | 212.94 | 10              | 71.42           | 6               | 141.52          |
| 8                                           | Liam Kapeikis           | États-Unis   | 210.94 | 4               | 79.83           | 12              | 131.11          |
| 9                                           | Naoki Rossi             | Suisse       | 206.65 | 12              | 67.61           | 7               | 139.04          |
| 10                                          | Andreas Nordebäck       | Suède        | 206.13 | 7               | 76.20           | 14              | 129.93          |
| 11                                          | Georgii Reshtenko       | Tchéquie     | 201.76 | 11              | 69.67           | 11              | 132.09          |
| 12                                          | Arlet Levandi           | Estonie      | 200.10 | 14              | 65.31           | 10              | 134.79          |
| 13                                          | Kao Miura               | Japon        | 197.59 | 20              | 60.03           | 8               | 137.56          |
| 14                                          | Lucas Tsuyoshi Honda    | Japon        | 196.83 | 9               | 73.01           | 16              | 123.82          |
| 15                                          | Raffaele Francesco Zich | Italie       | 195.34 | 15              | 65.19           | 13              | 130.15          |
| 16                                          | Lev Vinokur             | Israël       | 192.11 | 13              | 67.20           | 15              | 124.91          |
| 17                                          | Corentin Spinar         | France       | 176.24 | 17              | 64.10           | 19              | 112.14          |
| 18                                          | Kai Kovar               | États-Unis   | 176.23 | 22              | 57.69           | 17              | 118.54          |
| 19                                          | Cha Young-hyun          | Corée du Sud | 175.63 | 19              | 60.32           | 18              | 115.31          |
| 20                                          | Edward Appleby          | Royaume-Uni  | 173.96 | 18              | 64.05           | 21              | 109.91          |
| 21                                          | Adam Hagara             | Slovaquie    | 172.76 | 16              | 64.72           | 22              | 108.04          |
| 22                                          | Konstantin Supatashvili | Géorgie      | 169.66 | 21              | 59.38           | 20              | 110.28          |
| 23                                          | Louis Weissert          | Allemagne    | 154.75 | 23              | 56.75           | 23              | 98.00           |
| 24                                          | Jakub Lofek             | Pologne      | 151.48 | 24              | 56.54           | 24              | 94.94           |
| Patineurs éliminés après le programme court |                         |              |        |                 |                 |                 |                 |
| 25                                          | Semen Daniliants        | Arménie      |        | 25              | 56.34           | NC              | NC              |
| 26                                          | Makar Suntsev           | Finlande     |        | 26              | 56.26           | NC              | NC              |
| 27                                          | Aleksandr Vlasenko      | Hongrie      |        | 27              | 53.54           | NC              | NC              |
| 28                                          | Ali Efe Güneş           | Turquie      |        | 28              | 52.24           | NC              | NC              |
| 29                                          | Euken Alberdi           | Espagne      |        | 29              | 51.21           | NC              | NC              |
| 30                                          | François Pitot          | France       |        | 30              | 48.98           | NC              | NC              |
| 31                                          | Filip Kaymakchiev       | Bulgarie     |        | 31              | 47.08           | NC              | NC              |
| 32                                          | David Sedej             | Slovénie     |        | 32              | 45.48           | NC              | NC              |
| 33                                          | Kyrylo Marsak           | Ukraine      |        | 33              | 44.71           | NC              | NC              |

### Dames
| Rang                                          | Nom                         | Nation       | Points | Programme court | Programme court | Programme libre | Programme libre |
| --------------------------------------------- | --------------------------- | ------------ | ------ | --------------- | --------------- | --------------- | --------------- |
| 1                                             | Isabeau Levito              | États-Unis   | 206.55 | 1               | 72.50           | 2               | 134.05          |
| 2                                             | Shin Ji-a                   | Corée du Sud | 206.01 | 2               | 69.38           | 1               | 136.63          |
| 3                                             | Lindsay Thorngren           | États-Unis   | 199.42 | 4               | 66.14           | 3               | 133.28          |
| 4                                             | Yun Ah-sun                  | Corée du Sud | 195.87 | 3               | 66.28           | 4               | 129.59          |
| 5                                             | Wi Seo-yeong                | Corée du Sud | 186.72 | 5               | 66.09           | 6               | 120.63          |
| 6                                             | Clare Seo                   | États-Unis   | 182.81 | 10              | 60.61           | 5               | 122.20          |
| 7                                             | Kimmy Repond                | Suisse       | 177.10 | 8               | 60.82           | 7               | 116.28          |
| 8                                             | Rion Sumiyoshi              | Japon        | 174.58 | 9               | 60.62           | 8               | 113.96          |
| 9                                             | Niina Petrõkina             | Estonie      | 173.49 | 6               | 65.90           | 10              | 107.59          |
| 10                                            | Rinka Watanabe              | Japon        | 165.44 | 11              | 59.56           | 11              | 105.48          |
| 11                                            | Nina Pinzarrone             | Belgique     | 161.92 | 7               | 63.67           | 16              | 98.25           |
| 12                                            | Linnea Ceder                | Finlande     | 161.26 | 13              | 56.34           | 12              | 104.92          |
| 13                                            | Anna Pezzetta               | Italie       | 160.88 | 24              | 51.75           | 9               | 109.13          |
| 14                                            | Lia Pereira                 | Canada       | 158.86 | 12              | 58.69           | 13              | 100.17          |
| 15                                            | Noelle Streuli              | Pologne      | 154.78 | 15              | 55.10           | 15              | 99.68           |
| 16                                            | Lorine Schild               | France       | 154.57 | 17              | 54.58           | 14              | 99.99           |
| 17                                            | Barbora Vránková            | Tchéquie     | 145.75 | 20              | 52.89           | 17              | 92.86           |
| 18                                            | Emelie Ling                 | Suède        | 145.49 | 18              | 54.56           | 19              | 90.93           |
| 19                                            | Mariia Seniuk               | Israël       | 144.50 | 21              | 52.20           | 18              | 85.15           |
| 20                                            | Julia van Dijk              | Pays-Bas     | 139.76 | 16              | 54.61           | 20              | 85.15           |
| 21                                            | Justine Miclette            | Canada       | 137.34 | 14              | 55.41           | 22              | 81.93           |
| 22                                            | Sofia Frank                 | Philippines  | 137.00 | 19              | 53.86           | 21              | 83.14           |
| 23                                            | Olesya Ray                  | Allemagne    | 132.32 | 22              | 52.02           | 23              | 80.30           |
| 24                                            | Jogailė Aglinskytė          | Lituanie     | 129.65 | 23              | 51.76           | 24              | 77.89           |
| Patineuses éliminées après le programme court |                             |              |        |                 |                 |                 |                 |
| 25                                            | Vivien Papp                 | Hongrie      |        | 25              | 50.82           | NC              | NC              |
| 26                                            | Nikola Fomčenkova           | Lettonie     |        | 26              | 48.70           | NC              | NC              |
| 27                                            | Chiara Hristova             | Bulgarie     |        | 27              | 48.14           | NC              | NC              |
| 28                                            | Catharina Victoria Petersen | Danemark     |        | 28              | 48.12           | NC              | NC              |
| 29                                            | Anna Levkovets              | Kazakhstan   |        | 29              | 48.07           | NC              | NC              |
| 30                                            | Victoria Alcantara          | Australie    |        | 30              | 47.54           | NC              | NC              |
| 31                                            | Julija Lovrenčič            | Slovénie     |        | 31              | 47.16           | NC              | NC              |
| 32                                            | Cheuk Ka Kahlen Cheung      | Hong Kong    |        | 32              | 45.76           | NC              | NC              |
| 33                                            | Wiktoria Małyniak           | Pologne      |        | 33              | 44.51           | NC              | NC              |
| 34                                            | Anna Deniz Özdemir          | Turquie      |        | 34              | 41.93           | NC              | NC              |
| 35                                            | Vanesa Šelmeková            | Slovaquie    |        | 35              | 41.10           | NC              | NC              |
| 36                                            | Elena Komova                | Royaume-Uni  |        | 36              | 40.92           | NC              | NC              |
| 37                                            | Mia Caroline Risa Gomez     | Norvège      |        | 37              | 40.33           | NC              | NC              |
| 38                                            | Anastasiia Fomchenkova      | Ukraine      |        | 38              | 38.74           | NC              | NC              |
| 39                                            | Stefania Yakovleva          | Chypre       |        | 39              | 38.64           | NC              | NC              |
| 40                                            | Dorotea Leitgeb             | Autriche     |        | 40              | 35.98           | NC              | NC              |
| 41                                            | Hana Cvijanović             | Croatie      |        | 41              | 35.96           | NC              | NC              |
| 42                                            | Ana Sofia Beşchea           | Roumanie     |        | 42              | 35.53           | NC              | NC              |
| 43                                            | Andrea Astrain Maynez       | Mexique      |        | 43              | 35.09           | NC              | NC              |

### Couples
| Rang | Nom                                           | Nation     | Points | Programme court | Programme court | Programme libre | Programme libre |
| ---- | --------------------------------------------- | ---------- | ------ | --------------- | --------------- | --------------- | --------------- |
| 1    | Karina Safina / Luka Berulava                 | Géorgie    | 188.12 | 1               | 67.77           | 1               | 120.35          |
| 2    | Anastasia Golubeva / Hektor Giotopoulos Moore | Australie  | 169.91 | 2               | 61.72           | 2               | 108.19          |
| 3    | Brooke McIntosh / Benjamin Mimar              | Canada     | 156.80 | 4               | 58.00           | 3               | 98.80           |
| 4    | Anastasiia Smirnova / Danylo Siianytsia       | États-Unis | 148.53 | 3               | 60.38           | 5               | 88.15           |
| 5    | Letizia Roscher / Luis Schuster               | Allemagne  | 146.43 | 5               | 54.01           | 4               | 92.42           |
| 6    | Violetta Sierova / Ivan Khobta                | Ukraine    | 134.46 | 6               | 49.57           | 6               | 84.89           |
| 7    | Chloe Panetta / Kieran Trasher                | Canada     | 129.70 | 7               | 47.90           | 7               | 81.80           |
| 8    | Alyssa Montan / Filippo Clerici               | Italie     | 123.35 | 8               | 47.44           | 8               | 75.91           |
| 9    | Barbora Kuciánová / Lukáš Vochozka            | Tchéquie   | 116.91 | 9               | 42.50           | 9               | 74.41           |
| 10   | Oxana Vouillamoz / Flavien Giniaux            | France     | 103.92 | 10              | 38.04           | 10              | 65.88           |

### Danse sur glace
| Rang                                               | Nom                                          | Nation       | Points | Danse rythmique | Danse rythmique | Danse libre | Danse libre |
| -------------------------------------------------- | -------------------------------------------- | ------------ | ------ | --------------- | --------------- | ----------- | ----------- |
| 1                                                  | Oona Brown / Gage Brown                      | États-Unis   | 170.25 | 1               | 66.98           | 1           | 103.27      |
| 2                                                  | Natalie D'Alessandro / Bruce Waddell         | Canada       | 162.56 | 2               | 64.00           | 3           | 98.56       |
| 3                                                  | Nadiia Bashynska / Peter Beaumont            | Canada       | 157.64 | 3               | 63.45           | 5           | 94.19       |
| 4                                                  | Katarina Wolfkostin / Jeffrey Chen           | États-Unis   | 157.27 | 9               | 57.05           | 2           | 100.22      |
| 5                                                  | Darya Grimm / Michail Savitskiy              | Allemagne    | 154.48 | 4               | 62.47           | 7           | 92.01       |
| 6                                                  | Hannah Lim / Ye Quan                         | Corée du Sud | 154.44 | 7               | 58.82           | 4           | 95.62       |
| 7                                                  | Angela Ling / Caleb Wein                     | États-Unis   | 153.98 | 6               | 61.43           | 6           | 92.55       |
| 8                                                  | Angelina Kudryavtseva / Ilia Karankevich     | Chypre       | 152.56 | 5               | 62.15           | 8           | 90.41       |
| 9                                                  | Célina Fradji / Jean-Hans Fourneaux          | France       | 140.36 | 8               | 57.36           | 10          | 83.00       |
| 10                                                 | Phebe Bekker / James Hernandez               | Royaume-Uni  | 138.16 | 10              | 56.63           | 11          | 81.53       |
| 11                                                 | Eva Bernard / Tom Jochum                     | France       | 137.48 | 11              | 53.43           | 9           | 84.05       |
| 12                                                 | Nao Kida / Masaya Morita                     | Japon        | 132.94 | 14              | 52.02           | 12          | 80.92       |
| 13                                                 | Elizabeth Tkachenko / Alexei Kiliakov        | Israël       | 132.20 | 13              | 52.36           | 13          | 79.84       |
| 14                                                 | Olivia Oliver / Joshua Andari                | Pologne      | 129.18 | 16              | 50.70           | 14          | 78.48       |
| 15                                                 | Tatjana Bunina / Ivan Kuznetsov              | Estonie      | 127.32 | 18              | 50.26           | 15          | 77.06       |
| 16                                                 | Giorgia Galimberti / Matteo Libasse Mandelli | Italie       | 127.21 | 15              | 51.50           | 16          | 75.71       |
| 17                                                 | Mariia Pinchuk / Mykyta Pogorielov           | Ukraine      | 126.83 | 12              | 52.39           | 17          | 74.44       |
| 18                                                 | Anna Šimová / Kirill Aksenov                 | Slovaquie    | 122.64 | 17              | 50.36           | 19          | 72.28       |
| 19                                                 | Kayleigh Maksymec / Maximilien Rahier        | Suisse       | 120.25 | 19              | 49.24           | 20          | 71.01       |
| 20                                                 | Yulia Lebedeva-Bitadze / Dmitri Parkhomenko  | Géorgie      | 117.89 | 20              | 45.09           | 18          | 72.80       |
| Couples de danse éliminés après la danse rythmique |                                              |              |        |                 |                 |             |             |
| 21                                                 | Denisa Cimlová / Vilém Hlavsa                | Tchéquie     |        | 21              | 43.01           | NC          | NC          |
| 22                                                 | Jillian Autumn Prever / Ağahan Berk Dörtkol  | Turquie      |        | 22              | 41.02           | NC          | NC          |
| 23                                                 | Anita Straub / Andreas Straub                | Autriche     |        | 23              | 33.73           | NC          | NC          |
| 24                                                 | Réka Leveles / Balázs Leveles                | Hongrie      |        | 24              | 31.73           | NC          | NC          |